# セックス・ポジティブ・フェミニズム
セックス・ポジティブ・フェミニズム（Sex-positive feminism）は、性の解放は女性の自由の不可欠な要素であるという思想を中心とした、1980年代初頭に始まった運動。一部のフェミニストは、ポルノグラフィに反対するフェミニストに対抗して、セックス・ポジティブ・フェミニズム運動に関与するようになった。 
1980年代初頭のセックス・ポジティブ・フェミニストと反ポルノグラフィ・フェミニストの間の激しい論争は、しばしばフェミニスト・セックス戦争と呼ばれている。 
セックス・ポジティブ・フェミニズムは、セックス・ポジティブ運動と関連している。 
セックス・ポジティブ・フェミニズムは特に、反検閲活動家、LGBT活動家、フェミニスト学者、ポルノグラフィやエロティカの製作者を結集させている。
セックス・ポジティブ・フェミニストは一般的に、売春婦そのものが犯罪者とされたり、刑罰を受けたりするべきではないという考えで一致している。 

## 用語
セックス・ポジティブ・フェミニズムは、「親セックス・フェミニズム」（pro-sex feminism）、セックスラディカル・フェミニズム（sex-radical feminism）、「性的にリベラルなフェミニズム」（sexually liberal feminism）としても知られている。

## 思想

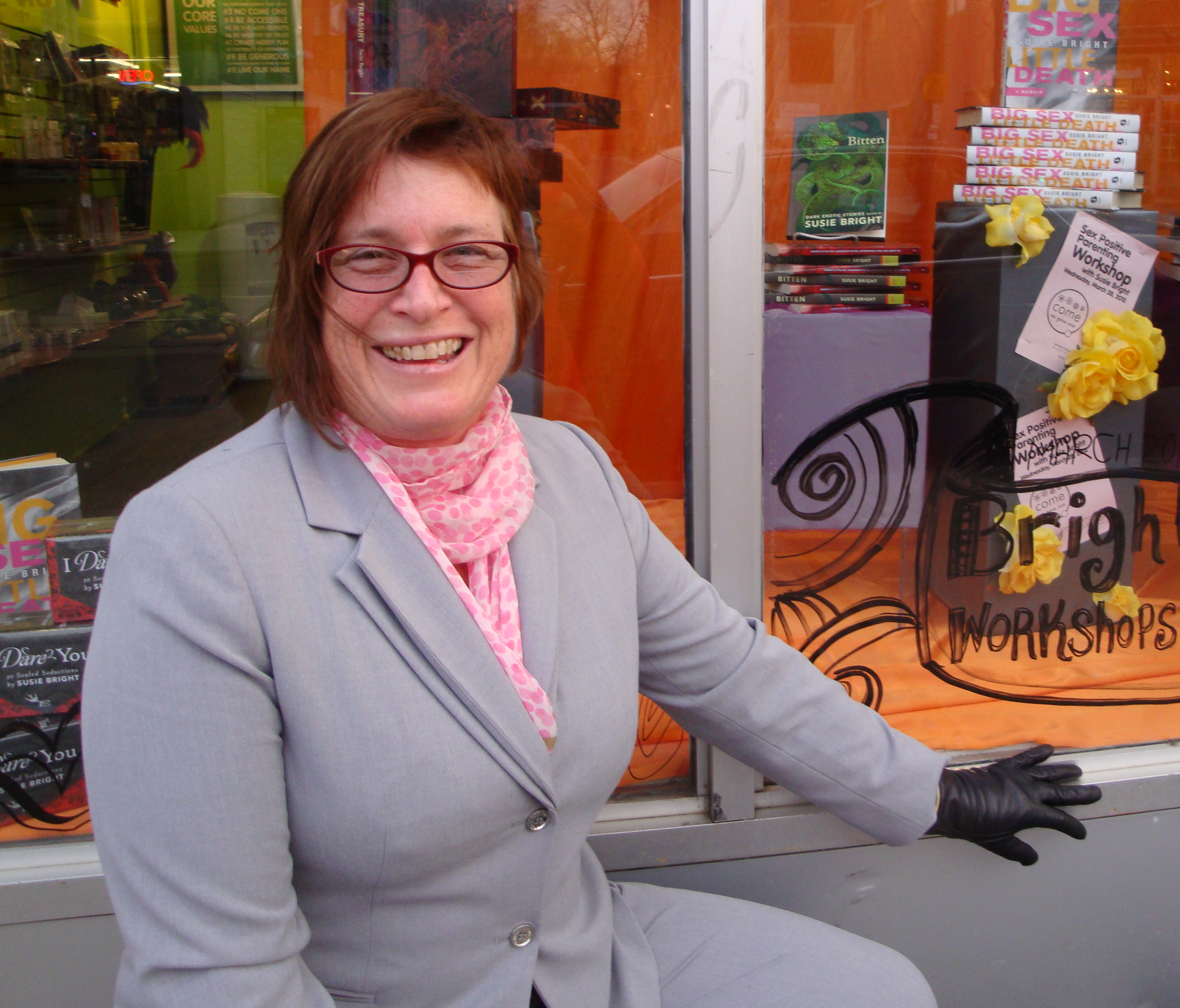
最初にセックス・ポジティブ・フェミニストと呼ばれた人物の一人である、作家・活動家のスージー・ブライト

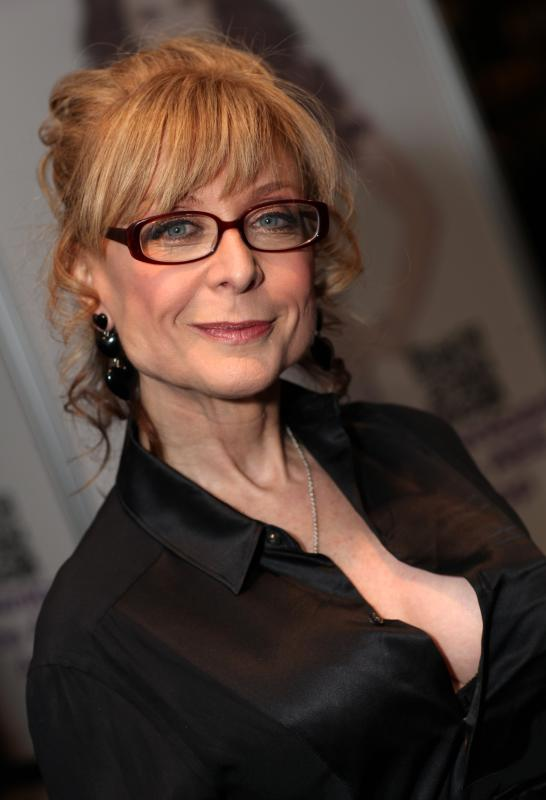
ニナ・ハートレー

セックス・ポジティブ・フェミニストは、ラディカル・フェミニズムに起因する、男性のセクシュアリティに対する誹謗中傷を拒否し、代わりに人間の性の全範囲を容認する。彼女らは、家父長制が性的表現を抑圧していると主張し、ポルノグラフィを制限するのではなく、全てのジェンダーの人々により多くの性的機会を与えることに賛成している。 
セックス・ポジティブな立場を主張しているフェミニストには、作家のキャシー・アッカー、学者のカミール・パーリア、ポルノ女優のニナ・ハートレー、キャンディダ・ロイヤル、アニー・スプリンクル、エレン・ウィリスが含まれる。

## 歴史的ルーツ

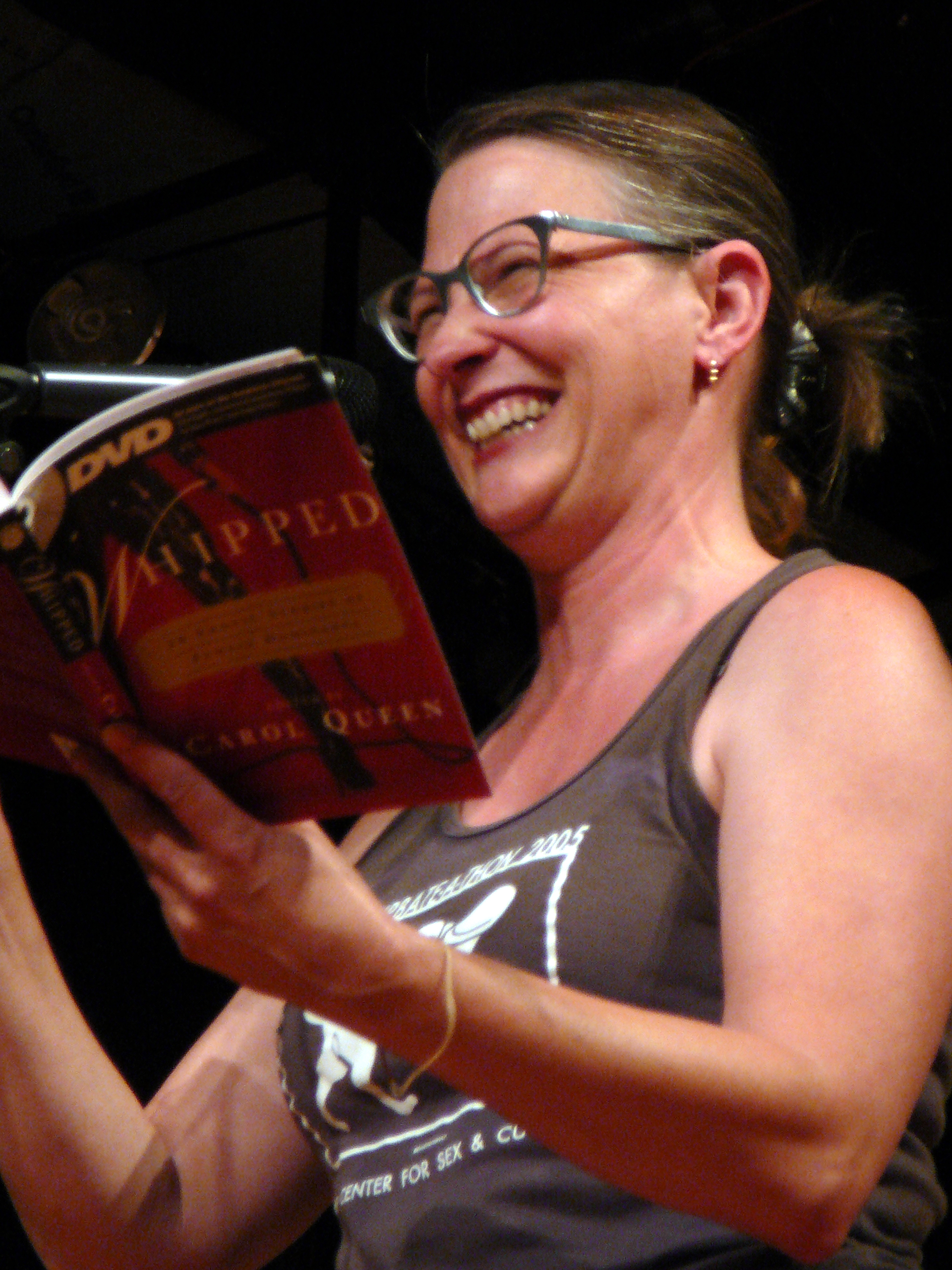
社会学者、性科学者、セックス・ポジティブ・フェミニストのキャロル・クイーン

フェミニスト間における反ポルノグラフィの傾向に反対する、最も初期のフェミニストによる論述の一つは、1979年10月に『ヴィレッジ・ヴォイス』で最初に公開されたエレン・ウィリスの随筆『フェミニズム、道徳、そしてポルノグラフィ』（Feminism, Moralism, and Pornography）だった。 彼女は、フェミニストは全てのポルノグラフィを全面的に非難するべきではないと述べ、ポルノに対する制限は、フェミニストにとって有利な表現にも容易に適用できると指摘した。

## 関連する主要な論点

### ポルノグラフィ
ゲイル・ルービンは、反ポルノグラフィのフェミニストは、架空のシーンを描き、仕事の内容に同意した俳優を使用しているにもかかわらず、描写された女性が本当にレイプされていることを示唆するかのように、最も衝撃的なポルノ画像（SMに関連するもの等）を文脈から外して提示することによって、ポルノグラフィの危険性を誇張していると指摘している。セックス・ポジティブ・フェミニストは、ポルノへのアクセスは男性と同じくらい女性にとって重要であり、ポルノについて女性が劣ることは何もないと述べている。
ヤスミン・ハーゲンドルファーなどのフェミニストキュレーターは、フェミニストやクィアをテーマにしたポルノ映画祭を開催している。 

### 売春
一部のセックス・ポジティブ・フェミニストは、女性と男性はセックスワークを通して前向きな経験をすることができ、それが違法である場合、売春は非犯罪化されるべきであると考えている。彼女らは、売春婦が敬意を持って扱われ、セックスワーカーが差別を受けなければ、売春は必ずしも女性にとって悪いことではないと述べている。

## その他の研究

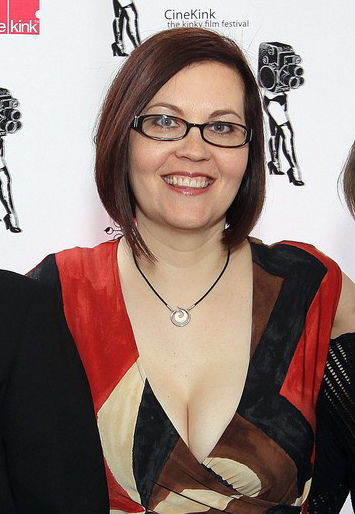
セックス・ポジティブ・フェミニストのトリスタン・タオルミノ

フェミニスト・ポルノグラフィは、ポルノグラフィ業界において小規模ながらも成長途上にあるセグメントである。2006年に、フェミニスト・ポルノ・アワードが設立された。 